# Міжнародний аеропорт Муан
Міжнародний аеропорт Муан (англ. Muan International Airport) (IATA: MWX, ICAO: RKJB) — міжнародний аеропорт в повіті Муан, провінція Південна Чолла, Південна Корея. Будівництво аеропорту почалося в 1997 році, а аеропорт був відкритий 9 листопада 2007 року. Аеропорт обслуговує провінцію Південна Чолла, особливо міста Кванджу, Мокпхо і Наджу. Він замінив сусідній аеропорт Мокпхо, а також очікується, що він замінить сусідній аеропорт Кванджу. У 2018 році аеропортом скористалися 543 247 пасажирів. Аеропортом керує Корпорація аеропортів Кореї.

## Авіакомпанії та напрямки
| Авіакомпанія             | Пункт призначення                                              |
| ------------------------ | -------------------------------------------------------------- |
| Beijing Capital Airlines | Хуаншань                                                       |
| Cambodia Airways         | Сіємреап                                                       |
| China United Airlines    | Ордос                                                          |
| Jin Air                  | Чеджу, Осака-Кансай, Тайвань-Таоюань, Токіо-Наріта, Улан-Батор |
| Lao Airlines             | Чартер: Луанґпхабанґ                                           |
| Lucky Air                | Ліцзян                                                         |
| Sichuan Airlines         | Чжанцзяцзе                                                     |
| VietJet Air              | Дананг                                                         |

## Статистика
| Статистика авіатрафіку                                  | Статистика авіатрафіку | Статистика авіатрафіку | Статистика авіатрафіку |
|                                                         | Кількість рейсів       | Пасажирообіг           | Вантажообіг            |
| ------------------------------------------------------- | ---------------------- | ---------------------- | ---------------------- |
| 2007                                                    | 224                    | 15 223                 | 159                    |
| 2008                                                    | 1841                   | 130 014                | 1173                   |
| 2009                                                    | 1032                   | 57 716                 | 450                    |
| 2010                                                    | 1058                   | 47 727                 | 907                    |
| 2011                                                    | 875                    | 91 133                 | 941                    |
| 2012                                                    | 923                    | 96 166                 | 957                    |
| 2013                                                    | 1237                   | 132 603                | 1329                   |
| 2014                                                    | 1499                   | 178 414                | 1738                   |
| 2015                                                    | 2355                   | 311 922                | 2677                   |
| 2016                                                    | 2330                   | 321 675                | 2751                   |
| 2017                                                    | 2146                   | 298 016                | 2243                   |
| 2018                                                    | 3818                   | 543 247                | 3890                   |
| 2019                                                    | 6585                   | 895 410                | 6762                   |
| 2020                                                    | 930                    | 112 938                | 1013                   |
| 2021                                                    | 88                     | 7529                   | 35                     |
| 2022                                                    | 192                    | 29 394                 | 352                    |
| 2023                                                    | 1484                   | 233 337                | 2724                   |
| Джерело: Статистика трафіку Корпорації аеропортів Кореї |                        |                        |                        |

## Аварії та інциденти
29 грудня 2024 року Boeing 737—800 рейс 2216 авіакомпанії Jeju Air, розбився під час аварійної посадки на фюзеляж в міжнародному аеропорті Муан. Літак проїхався по злітно-посадковій смузі, перед тим як врізатися в бетонний бар'єр на її кінці, охопившись полум'ям. Зі 181 людини на борту підтверджено загибель 179. Вижили два бортпровідники у віці 25 і 33, які були врятовані з задньої частини літака в притомному стані, хоч із серйозними травмами. Бетонний бар'єр в кінці злітно-посадкової смуги, що є частиною системи локалізаторної антени, зазнав сильної критики через свій дизайн і розміщення. З ним зіштовхнувся літак після того, як вийшов за межі злітно-посадкової смуги, що вплинуло на вибуху і подальшу пожежу, що спричинила значну кількість смертельних випадків. Проводиться розслідування, щоб встановити роль бар'єра, разом з іншими факторами як зіткнення з птахами та несправність в посадкових шасі.
Після аварії аеропорт закрили, й очікується, що він буде закритий до 19 січня 2025.